# Carabus
Carabus és un  gènere de coleòpters adèfags de la  família Carabidae, típics de la Regió Paleàrtica, però amb algunes espècies a altres parts del Vell Món i de la Regió Neàrtica (unes 17 especies).
Són coleòpters de gran mida (fins 40 mm de longitud), actius habitants del sòl, per on cacen les preses. Són majoritàriament nocturns i cacen altres insectes, llimacs, gasteròpodes, cucs de terra, erugues. 

## Taxonomia
El gènere Carabus conté unes 850 espècies distribuïdes en nombrosos subgèneres. A continuació s'il·lustren algunes de les espècies de Carabus presents als Països Catalansː

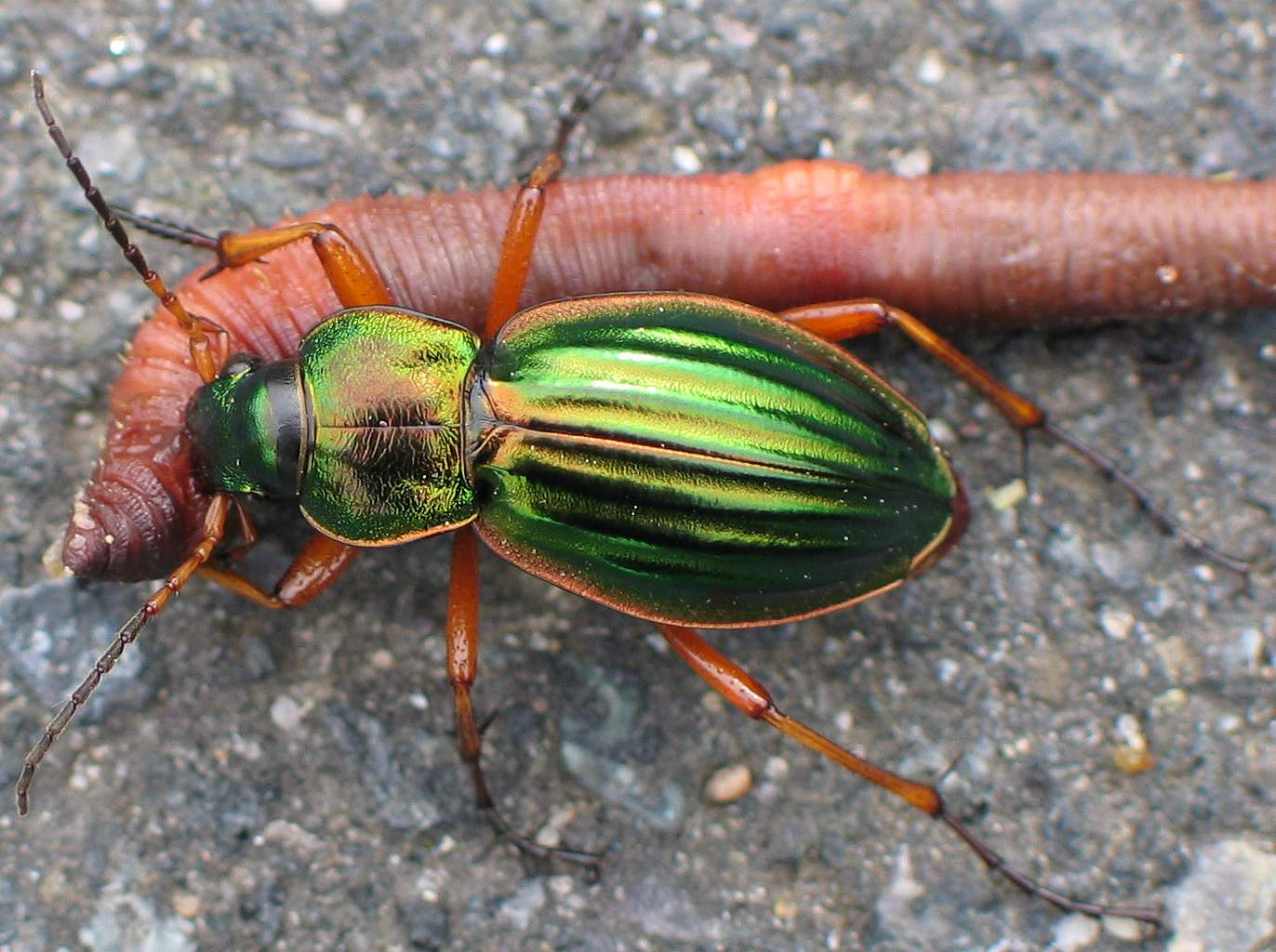
Carabus auratus
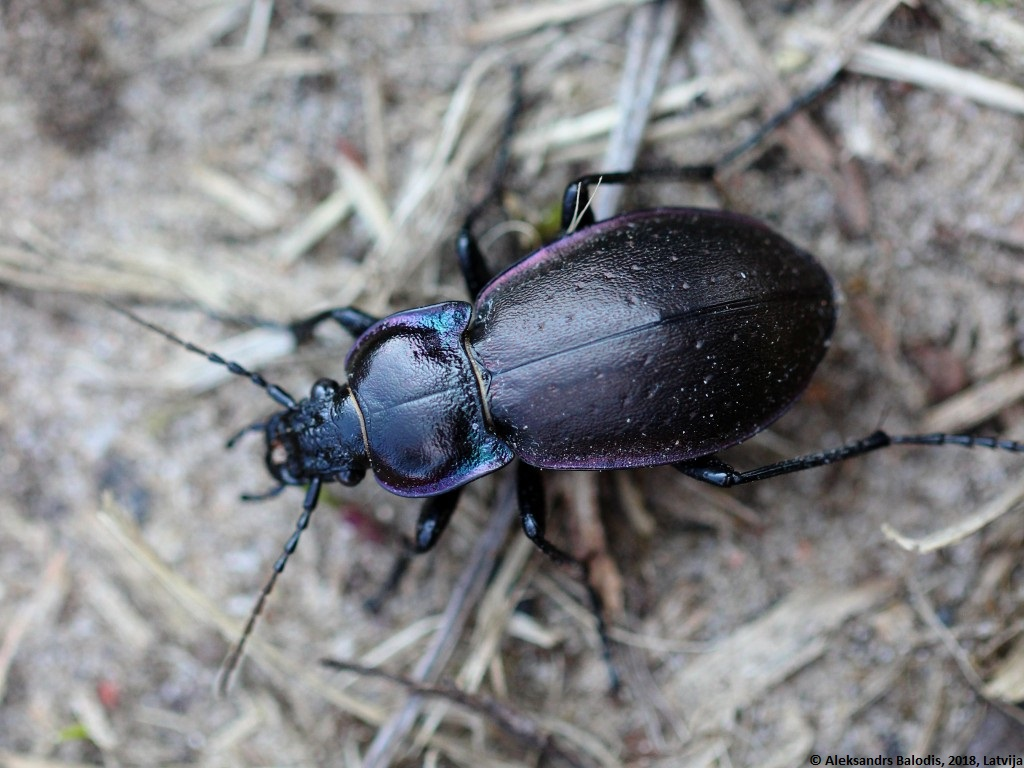
Carabus nemoralis
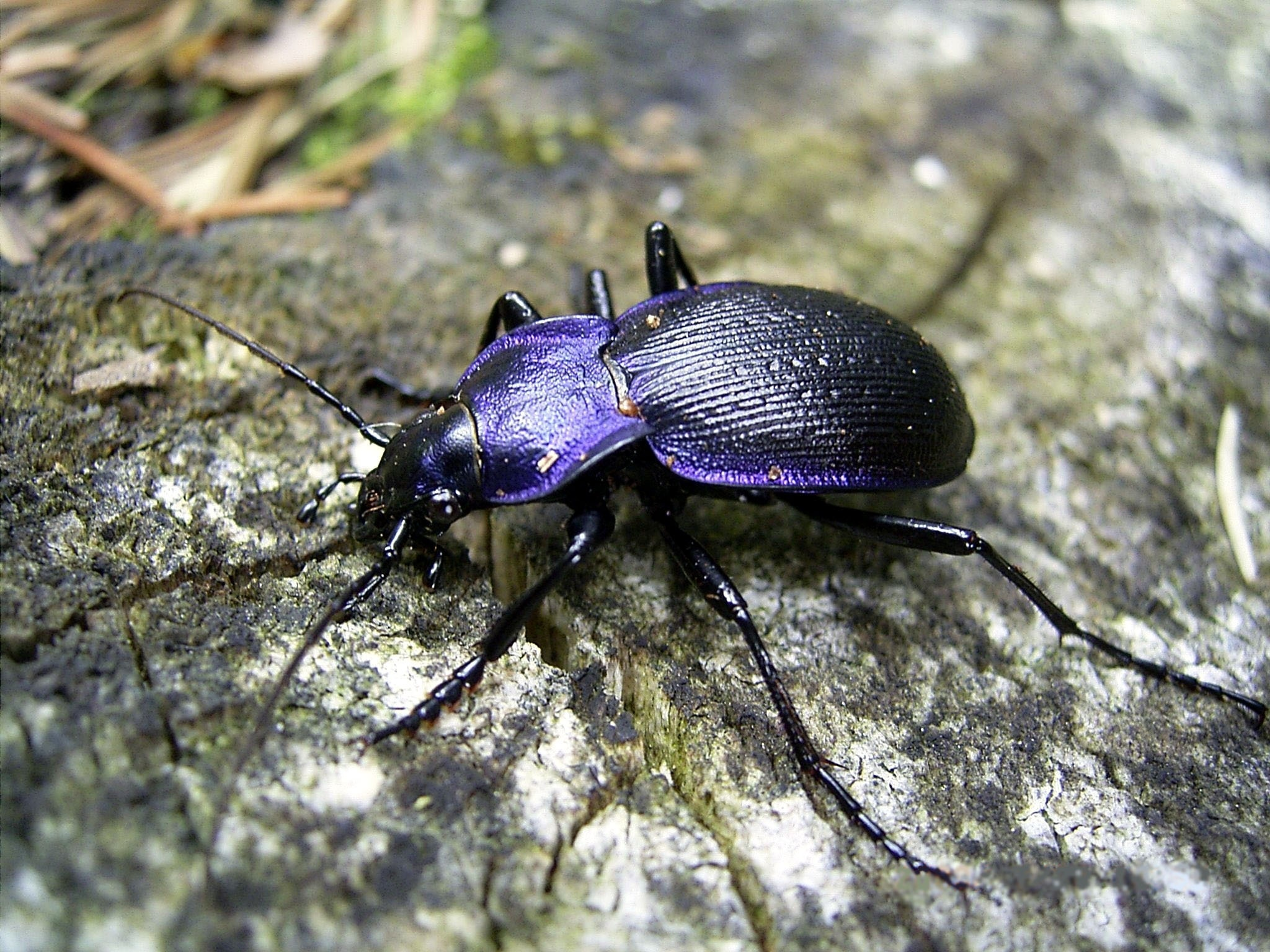
Carabus problematicus
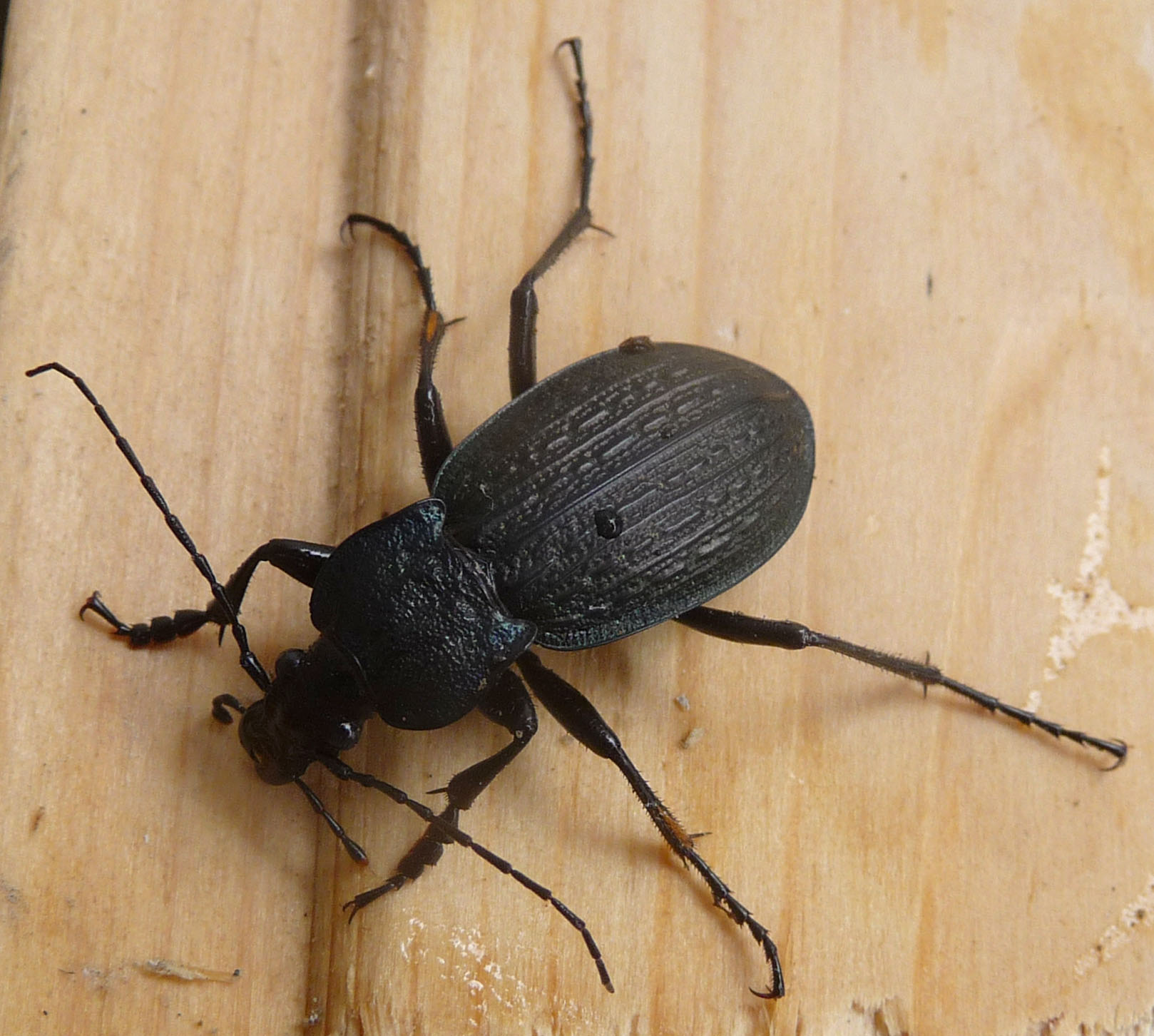
Carabus rugosus
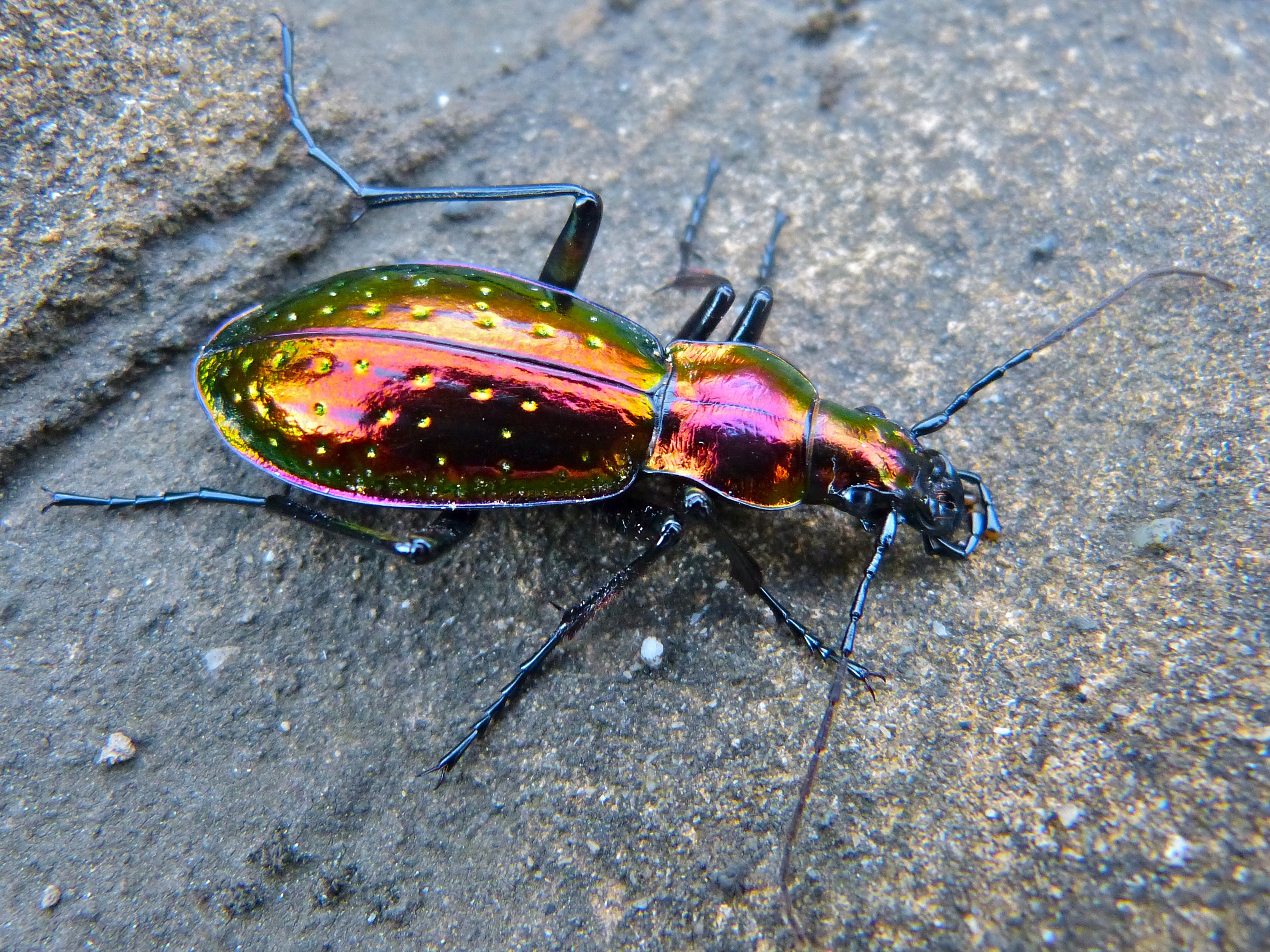
Carabus rutilans
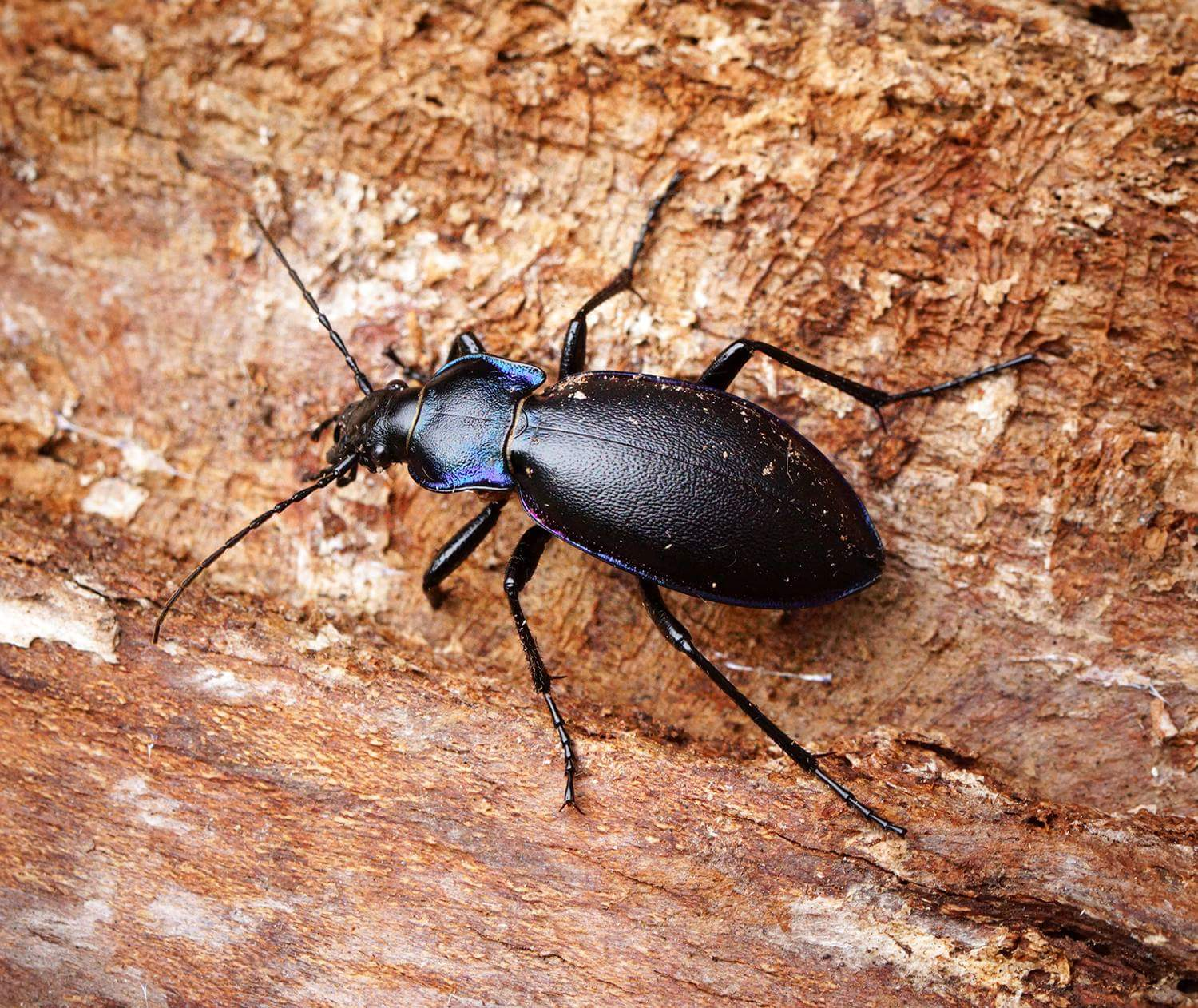
Carabus violaceus
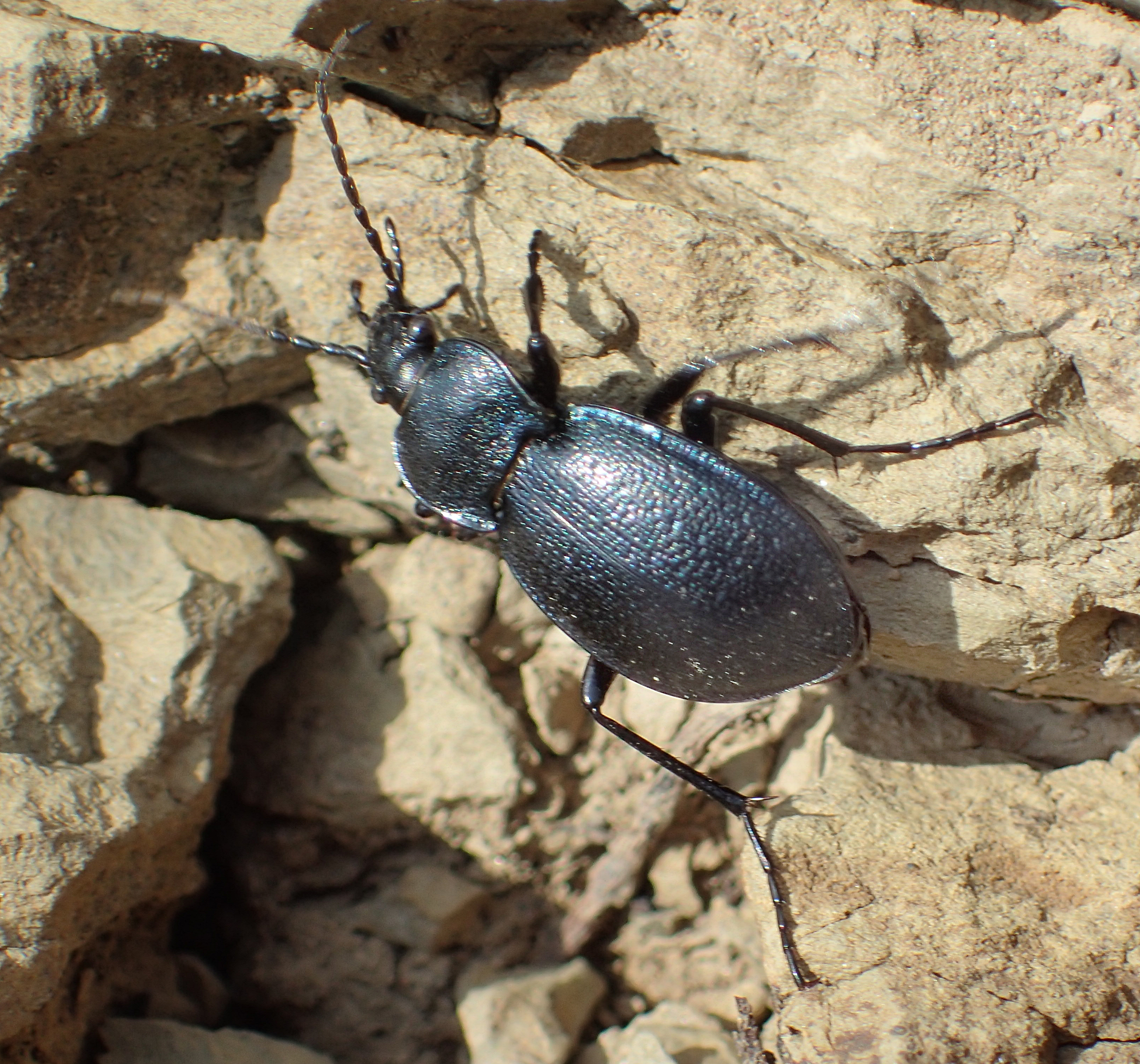
Carabus convexus
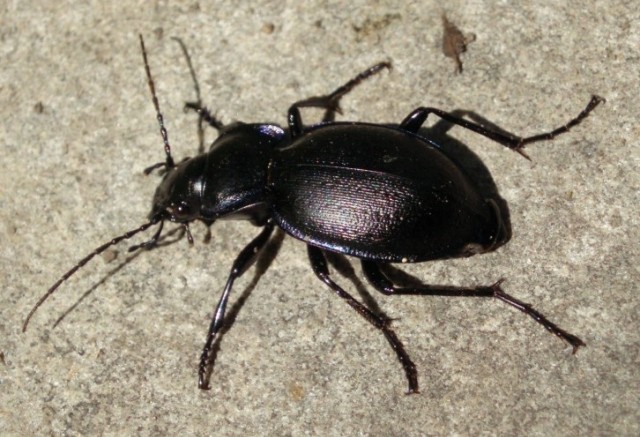
Carabus lusitanicus